# Kadherin-1
A kadherin-1, más néven epitél (E-) kadherin a CDH1 gén által kódolt fehérje. Mutációi összefüggnek a gyomor-, a mell-, a colorectalis, a pajzsmirigy- és a petefészekrákkal. Nevezik még CD324-nek (differenciációs csoport 324). Tumorszupresszorgén.

## Történet
A kadherin sejtközi adhéziós fehérjéket Takeicsi Maszatosi fedezte fel, aki 1966-ban kezdett dolgozni adherens epitél sejtekkel. Munkáját csirkeembriók lencsedifferenciációjának vizsgálatával kezdte a Nagojai Egyetemen, ahol a retinasejtek lencserostdifferenciáció-szabályzását vizsgálta. Ehhez kezdetben korábban tenyésztett retinaidegsejteket tartalmazó közegeket gyűjtött, és szuszpenzióba helyezte szemlencsék epitél sejtjeit. Megfigyelte, hogy e közegben később kötődnek a sejtek, mint a hagyományosban. Ezután más környezetekben, például fehérje, magnézium és kalcium jelenlétében is vizsgálta a sejteket. Ekkor még kevéssé volt ezen ionok szerepe ismert. Így Takeicsi mnkája a kalcium sejtközi adhézióban való szerepének felfedezésében jelentős volt.
Takeicsi több kadherint fedezett fel, az első az E-kadherin. F9-sejtekkel immunizált patkányokat használva az Okada laboratórium hallgatójával, Szuzuki Noboruval működött együtt ECCD1 egérantitestek létrehozásában. Ez akadályozta a sejtadhéziót, és kalciumdependens kölcsönhatást mutatott antigénjével, az E-kadherinnel. Antitesteloszlások vizsgálatával felfedezték, hogy számos epitél sejttel reagál ez. Az E-kadherin felfedezésében észlelt késés oka feltehetően a sejtadhézió vizsgálatához használt modell volt. A hörcsög-V79-sejtek nem E-kadherint, hanem 20 később felfedezett altípust expresszáltak.

## Funkció
A kadherin-1 a kadherinek szupercsaládjának klasszikus tagja. Az általa kódolt fehérje kalciumdependens sejtközi adhéziós glikoprotein, mely 5 sejten kívüli kadherinismétlődésből, egy transzmembrán régióból és egy erősen állandósult citoplazmatikus farokból áll. Mutációi összefüggnek gyomor-, mell-, colorectalis, pajzsmirigy- és petefészekrákokkal. A funkcióvesztés feltehetően közrejátszik a rák előrehaladásában a proliferáció, invázió és a metasztázis növekedésével. A fehérje ektodoménje a bakteriális adhéziót mediálja az emlőssejtekhez, a citoplazmatikus domén az internalizációhoz szükséges. Az azonosított transzkriptumváltozatokat a konszenzussplicinghely mutációja okozza.
Az E-kadherin a legjobban tanulmányozott kadherin, fontos transzmembrán fehérje az adherens kapcsolatokban. Az adherens kapcsolatok az E-kadherin mellett p120-kateninből, β-kateninből és α-kateninből állnak. Együtt e fehérjék stabilizálják az epitél szöveteket, és szabályozzák a sejtközi átvitelt. Az E-kadherin szerkezete egy sejten kívüli 5 kadherinismétlődésből (EC1–EC5) álló, egy transzmembrán és egy sejten belüli foszforilált doménből áll. Ez fontos a β-katenin kötéséhez, így az E-kadherin működéséhez. A β-katenin ezenkívül köthet az α-kateninhez is. Ez az aktintartalmú sejtvázszálakat szabályozza. Az epitél sejtekben az E-kadherin-tartalmú sejtközi kapcsolatok gyakran a sejtváz aktintartalmú szálaihoz közel van.
Az E-kadherin először a kétsejtes állapotban expresszálódik, és 8 sejtes állapotban foszforilálódik, ahol kompakciót okoz. Az E-kadherin mediálta sejtközi kölcsönhatások fontosak a blastula létrejöttéhez sok állatban.

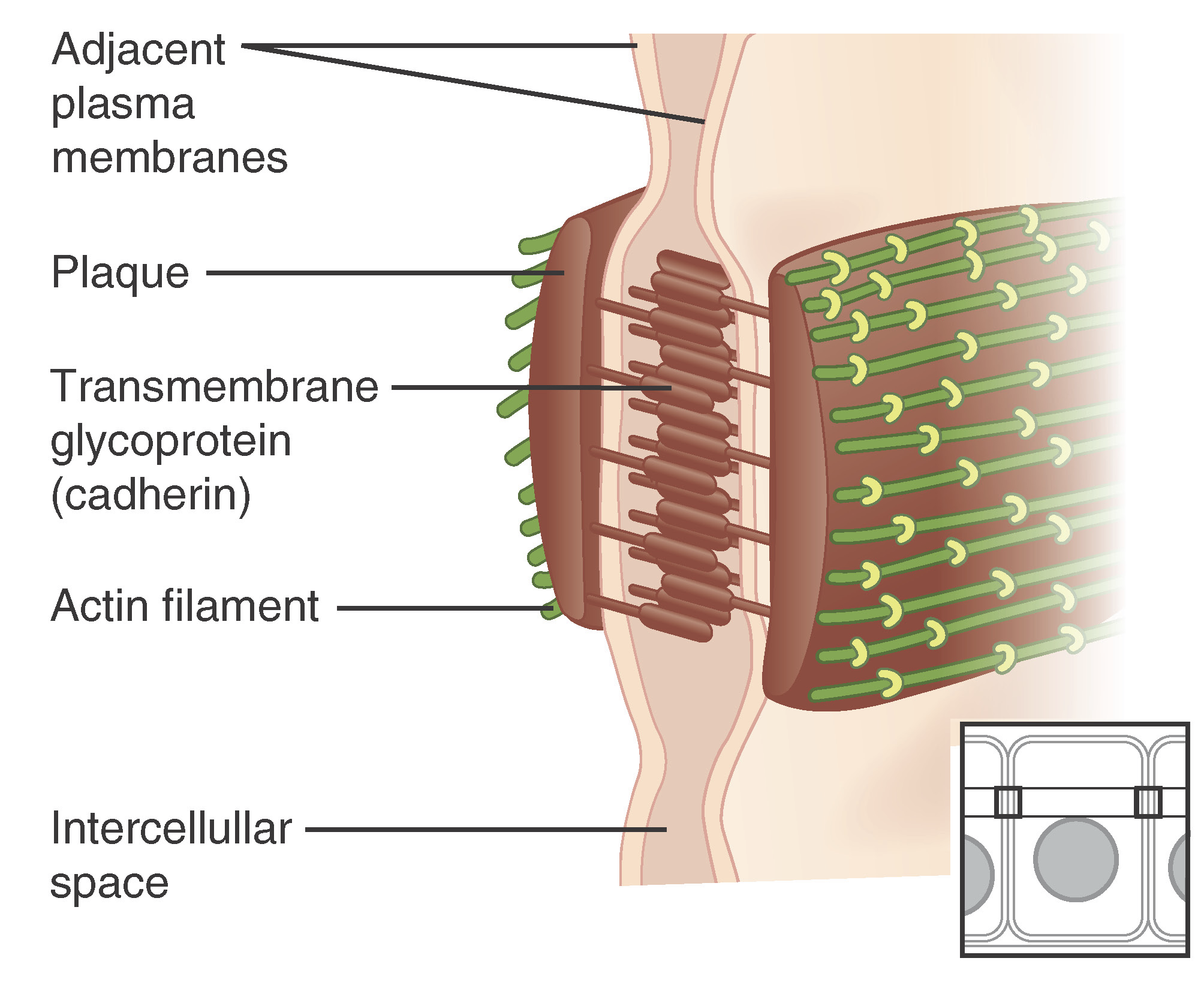
A szomszédos epitél sejtek E-kadherin-kölcsönhatással átvihetnek mechanikai információt. Az aktinszálak számos adherens komplexszel összefüggnek, például az α-kateninnel és a vinkulinnal. Ezek és az E-kadherin aktivitása lehetővé teszi a nyújtó stimulus átadását két aktomiozin rendszer közt, lehetővé téve a szöveti koordinációt.

### Sejtciklus
Az E-kadherin mediálja az adhéziófüggő proliferációgátlást a sejtciklusból való kilépés kontakt-proliferációgátlással (CIP) való elindításával és a Hippo-út aktiválásával. Az E-cadherin-adhézió gátolja a növekedési jelet, mely kinázkaszkádot indít el, mely a sejtmagból kiveszi a YAP transzkripciós faktort. Ezzel szemben a  sejtsűrűség és a sejtadhézió csökkentése vagy a mechanikai nyújtás segíti a sejtciklusba kerülést és a YAP magba kerülését.

### Sejtrendezés epitél csírázás során
Az E-kadherin fontos az epitél morfogenezisben és elágazásban, például az epitél csírák létrejöttekor. Fiziológiailag az elágazás fontos, lehetővé teszi a szövetek működő felületének maximalizálását. A megfelelő növekedési faktorok és extracelluláris mátrix alkalmazása indukálhatja a szövet eláhazását, de ennek mechanizmusa eltér az egy- és a többrétegű epitélium közt.
Az egyrétegű elágazást közeli mechanikai behatások, például a légúti simaizomsejtek miatt az epitél rétegek elhajlása okozzák. A többrétegű epitélium nem válaszolhat így a stimulusra a hiányzó belső tér (lumen) miatt, mely a szövetlemez rugalmasságát lehetővé teszi. Ehelyett a többrétegű epitél csírák egy eredeti epitél sejtcsoport barázdálódásával jönnek létre. A nyálmirigyek vizsgálata alapján e csírák növekednek, az új sejtek egyenlően oszlanak el a perifériás felszínen. A felszíni eredetű sejtek tovább osztódnak, újabb utódsejteket létrehozva, melyek belülről a felszínre mozognak, ezt az E-kadherin-gradiens tartja fenn: a felszíni sejtek E-kadherin-szintje alacsony, a belsőké magas. Ez lehetővé teszi a belső sejtek nagyobb kölcsönhatását, korlátozva a mobilitást és biztosítva, hogy statikusabbak maradjanak, miközben a felszíni sejtek kevésbé gátoltak. Ez lehetővé teszi a mozgás rugalmasságát a többrétegű epitéliumban, amíg a csíra szélén is megnövekszik az E-kadherin.
Bár e gradiens fontos a sejtek rendezéséhez a szövetrétegeken belül, további kísérletek szerint a csírák fizikai keletkezése a sejt-mátrix kölcsönhatásokon alapul. Ahogy a felszínen alacsony E-kadherin-szintű sejtek jelennek meg, ezek az alapmembránhoz erősen kötődnek, lehetővé téve az epitéliumok barázdálódását és csírázását a felszín növekedésével és hajlásával. Ha az alapmembrán szerkezete például kollagenáz által lebomlik, az alacsony E-kadherin-szintű sejteknek nincs gát, mellyel kölcsönhathatnak. A felszíni eredetű utódsejtek nem maradnak a periférián, elindítva a csírázást, de ez újraindulhat az alapmembrán helyreállításával.

### Sejtrendezés gastrulatio során
Az E-kadherin adhezív jellemzői alapján fontos lehet a csíralemez-elrendeződésben a gastrulatio során. Ez a gerincesfejlődés alapvető szakasza, ahol a három alapvető csíralemez, az ektoderma, a mezoderma és az entoderma elhatárolódnak. A sejtadhézió összefügg a progenitor-rendeződéssel, ahol az ektoderma a legkevésbé kohezív, a mezoderma az entodermához hasonlóan kohezív. A kalciumkivonással és az E-kadherin-gátlással működő korai munkák is gátolták a csíralemez-kohéziót. Ahogy a progenitorok kohezív tulajdonságait tovább vizsgálták nagyobb CDH-1-koncentrációt találtak a mezo- és az entodermában, mint az ektodermában. Míg az adhézió fontos tényező a gastrulatióban, a sejtrendeződést meghatározó tényező a sejt-kortex tensio. Az aktomiozin-dependens sejtkortex megzavarása aktindepolimerizálók és miozin-II-gátlók által csökkentette a tensio egyensúlyát, és elég volt a sejtrendeződés gátlásához. Ennek oka valószínűleg az, hogy a sejtrendeződést az energiaminimum okozza. A szöveti energia terén a tensio fontos a felületi feszültség csökkentésére a magas felületi feszültségű csíralemezeknél, a felületi összfeszültség megfelelő növeléséhez és a sejt-közeg felület sejt-sejt felületnél nagyobb tensiója miatt. A sejtadhézió továbbra is vizsgálandó a progenitorrendezés teljes megismeréséhez, ugyanis közvetlenül csökkenti a tensio energetikai hatását. Együtt a tensio és az adhézió növelik az összfeszültséget, lehetővé téve az eltérő csíralemezek közti kölcsönhatásokat és a megfelelő sejtrendeződést.

### Sejtvándorlás
A sejtvándorlás fontos a többsejtű szerveződés fenntartásához. A morfogenezisben számos sejtvándorlási esemény szerepel, például az epitél lemezek vándorlása a gastrulatio során, a velőcsősejtek vagy a posterior lateralis primordiumvonal vándorlása. Az embrió dorzális internalizálni kezdő sejtjei a tengely és a posterior prechordalis lemez és a notochorda prekurzorainak kiterjesztéséért vándorolnak. A sejtelrendeződés módja a követők nyúlványaitól függ, melyek a vezetőket a megfelelő irányba irányítják.
Az E-kadherin aktívan közreműködik a kollektív sejtdinamikában, például a mezentoderma vándorlásának irányításával az állati pólus felé. Az E-kadherin genetikai knockdownja a sejtnyúlványok véletlenszerű elrendezését okozza, többé nem egyesült sejtvándorlást okozva. A vezető és követő sejtcsoportokban lévő knockdown is orientációvesztést okoz, mely E-kadherin reexpressziójával visszaállítható. Az E-kadherin által sejtek közt szállított információ a sejtváztensio szempontjából fontos irányinformáció. Csak a külső adhéziós képesség helyreállítása nem elég a nyúlványorientáció visszaállításához knockdownkísérletekben. Az E-kadherin sejtbeli doménje fontos mechanotranszdukciós képessége miatt fontos – az α-kateninnel és a vinkulinnal is kölcsönhat, lehetővé téve a tensio mechanikus érzékelését. A mechanikus érzékelés pontos mechanizmusa nem ismert, azonban feltehetően a PI3K-aktivitás szabályzása érintett ebben.

#### E-kadherin általi erőátvitel
Az adherens kapcsolatok (AJ) homotipikus dimereket alkotnak szomszédos sejtek közt, ahol a sejtközi fehérjekomplex az aktomiozin sejtvázzal kölcsönhat. A p120-katenin az E-kadherin membránlokalizációját irányítja, a β- és α-catenin az AJ-k sejtvázhoz való kapcsolatát biztosítják. Ha az AJ-k nyúlnak, mikor a β-katenin kötött, az α-katenin és az F-aktin kölcsönhatása erősödik. Ez újabb aktinkötőhelyet mutat meg az α-kateninben. A vinkulin kötése az α-kateninhez lehetővé tesz a fehérjekomplexnek még egy aktinnal való kötést más fehérjék, például a Mena/VASP aktiválása mellett.
Az aktomiozin hálózat koordinációja a szomszédos sejtek közt lehetővé teszi a kollektív sejtaktivitást, például a kontraktilitást morfogeneziskor. Ez képes fenntartani a szövetintegritást sejtközi stressz esetén, de nem statikus rendszer. Az E-kadherin fontos a sejtválaszokban és a vándorlást, növekedést és átrendeződést befolyásoló transzkripcióaktivátorokban.

#### Hatásmechanizmus
Az E-kadherin környezetével számos úton kölcsönhat. Az egyik ilyen, hogy a szövetlemezekk vándorlásában vehetnek részt rejtett lamellipódiumok révén. A Rac1 és effektorai e szerkezet elülső végén hatnak az aktinpolimerizáció elindításához, lehetővé téve a sejtnek az erőkifejtést a sejtperemnél és az előrehaladást. Ahogy a vezető sejtek lamellipódiumai kiterjednek, követőik szintén nyúlványokkal szereznek információt a szövetlemez mozgásáról. A sejtvándorlás a polarizált állapottól függ, a Rac1 van elöl, a Rho-mediált adhézió hátul. A merlin kibocsátása a sejtkontaktusokból részben mediálja az ezzel egyidejű vándorlást mechanokémiai transzduktor szerepe révén. E tumorszupresszo a corticalis sejtkapcsolatokból a citoplazmába kerül a Rac1-aktivációhoz vándorláskor. További utak mediálhatják a merlin aktivitását, például a körkörös aktinövek, melyek szupresszálják a merlin kihaladását és kölcsönhatását az E-kadherinnel.

## Kölcsönhatások
A CDH1 az alábbi fehérjékkel kölcsönhat:
- CBLL1,[42]
- CDC27,[43]
- CDH3,[44]
- C-Met,[45]
- CTNND1,[46]
- CTNNB1,[47]
- CTNNA1[48]
- FOXM1,[49]
- HDAC1,[50]
- HDAC2,[50]
- IQGAP1,[51]
- FYN,[52]
- NEDD9,[53]
- Plakoglobin,[54]
- Vinkulin,[55]
- PTPμ (PTPRM)[56][57]
- PTPρ (PTPRT)[58]

## Klinikai jelentőség

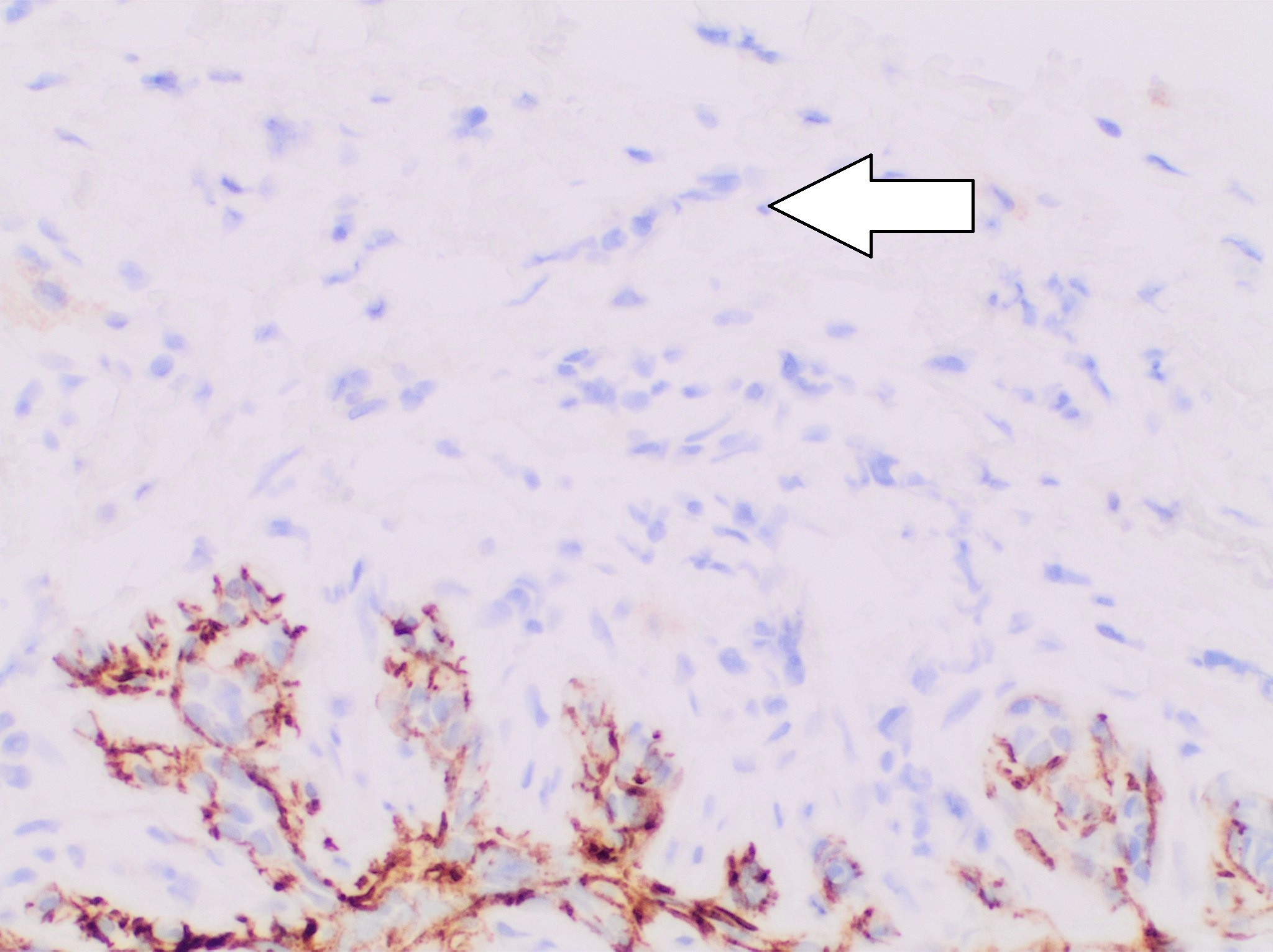
Az E-kadherin immun-hisztokémiai képe invazív lobularis rákban. A tumorsejtek nem expresszálják az E-kadherint (fehér nyíl)

Az E-kadherin funkciójának vagy expressziójának hiánya összefügg a rák előrehaladásával és áttétképzésével. Az E-kadherin-csökkentés csökkenti a sejtadhézió erősségét a szövetben, növelve a sejt mozgékonyságát. Ez lehetővé teszi a rák áthaladását az alapmembránon és a környező szövetek megtámadását. Az E-kadherin meghatározható továbbá az eltérő mellráktípusok diagnózisára is használható. Az invazív ductalis rákkal szemben az E-kadherin sokkal kevébé vagy egyáltalán nem expresszálódik a legtöbb invazív lobularis rákban immun-hisztokémiai elemzés alapján. E-cadherin and N-cadherin temporal-spatial expression are tightly regulated during cranial suture fusion in craniofacial development.

## Rák

### Áttétképzés
Az epitél és a mezenchimális állapotok közti átmenetek fontosak az embrionális fejlődésben és az áttétképzésben is. Az E-kadherin-szint változik az EMT-ben (epitél-mezenchimális átmenet) és a MET-ben (mezenchimális-epitél átmenet). Az E-kadherin invázió- és tumorszupresszor a preinvazív lobularis mellrákban.

### EMT
Az E-kadherin a sejtadhézió epitél sejteket összetartó fontos típusa. Az E-kadherin β-catenint vonhat el a sejtmembránon a citoplazmatikus domén révén. Az E-kadherin-expresszió elvesztésekor a citoplazmába kerülhet a β-katenin. Ezek a magba vándorolhatnak, aktiválva EMT-indukált transzkripciós faktorokat. Más mechanizmusokkal, például az RTK-aktivációval együtt az E-kadherin-vesztés mezenchimálissá teheti a ráksejteket és lehetővé teszi áttétképzésüket. Az E-kadherin az EMT fontos váltója.

### MET
A mezenchimális ráksejtek új helyekre kerülnek, és MET-en mehetnek keresztül bizonyos kedvező környezetben. Például a ráksejtek felismerhetik differenciált epitél sejtek jellemzőit, és erősíthetik az E-kadherin-expressziót. Ezután újra adhéziót alakíthatnak ki, és epitél sejtek lehetnek.

### Példák
- Az öröklött CDH1-inaktiváló mutációk összefüggnek az örökletes diffúz gyomorrákkal. E mutáció esetén a diffúz gyomorrák kockázata 70%, a CDH1-mutációs nők esetén a lobularis mellráké 60%.[64]
- A CDH1 inaktivációja a vad típusú allél elvesztésével együtt a lobularis mellrákok 56%-ában.[65][66]
- A CDH1 inaktivációja a diffúz gyomorrákok 50%-ában.[67]
- Az E-kadherin-expresszió teljes elvesztése a lobularis mellrákok 84%-ában.[68]

### Genetikai és epigenetikai irányítás
Egyes fehérjék, például a SNAI1, a ZEB2, a SNAI2 TWIST1 és a ZEB1 csökkentik az E-kadherin-expressziót. E transzkripciós faktorok megváltozásakor az E-kadherin transzkripciós represszorai túlexpresszálódnak a tumorsejtekben. Egy másik géncsoport, például az AML1, a p300 és a HNF3 növelheti az E-kadherin-expressziót.
Az E-kadherin epigenetikai tanulmányozásához M. Lombaerts et al. genomszintű expressziós tanulmányt végeztek 23 humán emlősejtvonalon. Eredményeik két fibroblaszt-, illetve epitél fenotípusú fő csoportot mutattak ki. A fibroblaszt-fenotípusú csoportok CDH-1-promotere részben vagy teljesen metilálódott, míg az epitél fenotípusúaké vad típusú és mutáns CDH1-gyel rendelkezik. Megfigyelték továbbá, hogy az EMT a CDH1-promoter hipermetilációjával történhet mellráksejtekben, de a CDH1 mutációs inaktivációjában nem történhet EMT. Ez ellentmond annak a hipotézisnek, mely szerint az E-kadherin elvesztése az EMT kezdeti vagy elsődleges oka. Tehát „az E-kadherin-transzkripciós inaktiváció következmény, egy teljes program része sokkal súlyosabb hatásokkal, mint az E-kadherin-expresszió elvesztése önmagában”.
Más tanulmányok szerint az E-kadherin-expresszió epigenetikus szabályzása történik metasztáziskor. Az E-kadherin 5’-CpG-sziget metilációs mintái nem stabilak. Sok epitél tumor áttétjének előrehaladásakor időleges E-kadherin-csökkenés történik, és a heterogén E-kadherin-vesztés a heterogén E-kadherin-promoter-minta miatt jelenik meg.

## Fordítás
Ez a szócikk részben vagy egészben  a   Cadherin-1 című angol Wikipédia-szócikk ezen változatának fordításán alapul.  Az eredeti cikk szerkesztőit annak laptörténete sorolja fel. Ez a jelzés csupán a megfogalmazás eredetét és a szerzői jogokat jelzi, nem szolgál a cikkben szereplő információk forrásmegjelöléseként.